# Centro de Recursos para el Aprendizaje y la Investigación
Un Centro de Recursos para el Aprendizaje y la Investigación (CRAI) es un espacio integrador que combina servicios tradicionales de biblioteca con recursos tecnológicos, herramientas digitales y entornos colaborativos para apoyar tanto el aprendizaje académico como la investigación. Busca adaptarse a las necesidades actuales de la educación superior y la investigación, promoviendo un enfoque interdisciplinario e innovador. 
Un CRAI va más allá del préstamo de libros al integrar tecnología, formación especializada y espacios multifuncionales que estimulan la creatividad, la colaboración y la investigación interdisciplinaria. Es un núcleo dinamizador de la vida académica, alineado con las demandas de la sociedad digital. Muchas universidades en Iberoamérica han transformado sus bibliotecas en CRAI para responder a los desafíos de la educación del siglo XXI.
Suele ser asociado al término "Learning Resource Centre" (o LRC) en el Reino Unido. 

## Generalidades
Estos centros contienen tradicionalmente recursos educativos como libros, publicaciones seriadas, software y material audiovisual, pero también existen para promocionar información en recursos electrónicos. Ejemplos de ello son las suscripciones a revistas científicas, bases de datos académicas, sitios web gratuitos y recursos basados en web. El rol tradicional del bibliotecario ha sido reemplazado por el de gestor de CRAI, un profesional de la información con acreditación reconocida por CILIP. Además otros profesionales se suman al equipo de los CRAI logrando así equipos interdisciplinarios que impulsan el aprendizaje y la innovación.
Los CRAI suelen ofrecer servicios de desarrollo de capacidades informacionales a las personas de su institución. Si bien su labor está altamente enfocada a la educación universitaria, se ha convertido en una iniciativa también presente en la educación secundaria luego de la publicación del documento Key Stage 3 National Strategy en 2003.
Las bibliotecas están dejando de ser espacios pasivos, con colecciones de libros esperando que los utilicen, y se está transformando en CRAI, es decir, en un espacio activo, novedoso y clave para las nuevas formas de aprendizaje.
Los servicios que el CRAI ofrece a la universidad se relacionan con la docencia, la investigación y la formación.

## Objetivos principales de un CRAI
- Integrar recursos físicos y digitales: Unificar el acceso a materiales bibliográficos, herramientas tecnológicas, bases de datos y espacios de trabajo en un mismo entorno, facilitando su uso coordinado.
- Facilitar el proceso de investigación: Brindar apoyo metodológico, acceso a fuentes especializadas, gestión de datos científicos y asesoría en publicación académica (ej: repositorios institucionales, revistas indexadas).
- Promover la innovación educativa: Fomentar el uso de metodologías activas (aprendizaje basado en proyectos, gamificación) y tecnologías emergentes (realidad virtual, IA) en la docencia y el aprendizaje.
- Fortalecer competencias digitales e informacionales: Ofrecer formación en alfabetización digital, manejo de herramientas tecnológicas, análisis de datos y evaluación crítica de fuentes de información.
- Estimular la colaboración interdisciplinaria: Crear espacios flexibles y entornos colaborativos donde estudiantes, docentes e investigadores trabajen en proyectos conjuntos, rompiendo barreras disciplinares.
- Apoyar la difusión del conocimiento: Facilitar la publicación de resultados de investigación, promoviendo el acceso y la visibilidad de la producción académica de la institución.
- Adaptarse a las necesidades actuales de la educación superior: Responder a modelos híbridos (presencial-virtual), aprendizaje autónomo y demandas de la sociedad digital, como el uso ético de la tecnología.
- Optimizar el uso de recursos institucionales: Centralizar servicios y tecnologías para evitar duplicidades, garantizando eficiencia y accesibilidad a toda la comunidad universitaria.

## Servicios clave
- Asesoramiento en investigación (búsqueda de información, gestión de datos científicos).
- Formación en competencias digitales y alfabetización informacional.
- Acceso a equipos tecnológicos (impresoras 3D, dispositivos de realidad virtual, etc.).
- Apoyo a la publicación académica (revistas, repositorios institucionales).
- Espacios adaptables para trabajo colaborativo, talleres o eventos académicos.

## Público objetivo
- Estudiantes: Para proyectos, estudio autónomo y desarrollo de habilidades.
- Investigadores: Acceso a recursos especializados, apoyo metodológico y gestión de proyectos.
- Docentes: Diseño de materiales educativos innovadores y uso de tecnologías en la enseñanza.

## Recursos integrados
- Físicos: Libros, revistas, salas de estudio individual/grupo, laboratorios, espacios multimedia y zonas de creación (como makerspaces).
- Digitales: Bases de datos académicas, e-books, revistas electrónicas, plataformas de aprendizaje en línea (MOOCs), software especializado (estadística, diseño, programación) y herramientas de análisis de datos.

## Renovación del modelo educativo
No es solo se trata de cambiarle el nombre a la biblioteca, es una transformación necesaria para adaptarse a los desafíos de la sociedad actual.
Los CRAI llegan no solo para transformar a las bibliotecas obsoletas, sino también para impulsar el aprendizaje y la investigación y lograr así innovaciones que impulsen nuevas experiencias.